# ウルトラリラックス
「ウルトラリラックス」は、篠原ともえの4枚目のシングル。

## 概要
電気グルーヴの石野卓球プロデュースで1997年3月1日にキューン・ソニーレコードから発売された。本曲は、石野卓球プロデュース最後のシングルである。
1996年4月から1998年3月にかけてテレビ東京系列他にて放映されたアニメ『こどものおもちゃ』の後期オープニングテーマに起用された。12.2万枚を売り上げ、自身最大のヒットを記録した。
2005年にはフランスのテレビ局でも放送され、本曲に注目が集まり、クラブで頻繁にプレイされるなどヨーロッパで注目を集める。
2019年3月1日には、ソニー・ミュージックエンタテインメントのアニメソング人気投票キャンペーン「平成アニソン大賞」において編曲賞（1989年 - 1999年）に選出された。
PVも存在する。
カップリングはアルバム『スーパーモデル』収録の『レインボー・ララ・ルー』の石野卓球アレンジの別ミックス。

## 収録曲
1. ウルトラリラックス （作詞・作曲・編曲：石野卓球）
2. レインボー・ララ・ルー (ノキノキウルトラミックス) （作詞：森若香織、作曲：中シゲヲ、編曲：石野卓球）
3. ウルトラリラックス (オリジナルカラオケ) （作曲・編曲：石野卓球）

## 収録アルバム
- スーパーモデル　15th Anniversary Edition（2010年6月30日発売）

## カバー
- 宮本フレデリカ（髙野麻美） - アルバム『THE IDOLM@STER CINDERELLA MASTER Cute Jewelries! 003』（2016年6月1日発売）に収録。
- Happy Around!［愛本りんく（西尾夕香）、明石真秀（各務華梨）、大鳴門むに（三村遙佳）、渡月麗（志崎樺音）］feat. 犬寄しのぶ（高木美佑） - Animelo Summer Liveとのコラボレーションの一環として、2021年9月11日にゲーム『D4DJ Groovy Mix』に追加収録[2]。2022年1月26日発売の『D4DJ Groovy Mix カバートラックス vol.3』でCD初収録[3]。